# Площадь Свободы (Полоцк)
Площадь Свободы (бел. Плошча Свабоды) — главная площадь в историческом центре Полоцка. Располагается в начале проспекта Франциска Скорины, на пересечении с улицей Евфросинии Полоцкой, на площадь также выходит Замковый проезд.

## История
Площадь сформировалась в XVII веке перед зданиями иезуитского коллегиума и костёла иезуитов. С XVIII века носила название Парадной площади. В 1776—1784 гг. застроена жилыми и административными зданиями в едином стиле (архитектор И. Зигфридан). В 1830 году получила название Корпусная. В советский период называлась площадью Ленина.

## Примечательные здания и сооружения
По северной стороне площади располагались дома коменданта, вице-губернатора, земских судов (сохранились, дома 2-4 по Замковому проезду), а также доминиканский монастырь XVII века (не сохранился, сейчас площадь расширена в эту сторону до Коммунистической улицы). По западной стороне площади находился костёл (не сохранился) и коллегиум иезуитов (сохранился, но отделён от площади массивным домом 2 по проспекту Скорины, построенным в 1976—1979 гг.) По южной стороне площади были дома губернатора, магистрата, верхней и нижней управ (сохранились, дома 4-8 по проспекту Скорины). По восточной стороне площади находились не сохранившиеся здания гражданской и криминальной палат, наместнического правления. Ансамбль площади XVIII века выдержан в стиле классицизма, с подобием фасадов и строгой симметрией расположения зданий.
На площади находятся памятник героям Отечественной войны 1812 года, мемориал Великой Отечественной войны, памятник Р. И. Кондратенко.